# Michael Dawson (postać)
Michael Dawson (Kevin Johnson) – jeden z bohaterów serialu Zagubieni, gra go Harold Perrineau Jr.
Michael jest artystą, któremu kariera się nie powiodła. Jego dziewczyna będąca w ciąży, zostawia go i stwierdza, iż sama będzie wychowywała dziecko. Michael postanawia walczyć o syna, jednak daje się przekonać dziewczynie, że lepiej będzie jeśli Walt zostanie z nią i jej parterem. Susan umiera na białaczkę, a jej kochanek nie chce opiekować się Waltem (sądzi, że Walt jest dziwnym dzieckiem) i oddaje go razem ze swoim psem Vincentem w ręce prawdziwego ojca. Zarówno tuż przed katastrofą, jak i po niej, Michael nie ma najlepszych kontaktów z synem. Jednak w końcu nawiązują dobry kontakt. Jego troska o dziecko ujawnia się, gdy chłopiec zostaje porwany przez „Innych”. Michael zabija Anę Lucię i Libby, a następnie strzela sobie w ramię, to wszystko w celu uwolnienia Henry’ego. Michael desperacko próbuje odzyskać Walta z rąk „Innych”, a podczas poszukiwań zostaje przez nich uprowadzony. Zawiera z nimi układ – uwolni Henry’ego (przetrzymywanego w bunkrze „Innego”, podającego się za zmarłego Henry’ego Gale'a) oraz zaprowadzi czterech rozbitków do obozu „Innych”, w zamian za co on i Walt odzyskają wolność.
Wraca do fabuły serialu w czwartym sezonie serialu jako Kevin Johnson.
Później odkrywa z Desmondem, Jinem i Sun ładunki wybuchowe na statku „Kahana”.Michael próbuje je zamrozić ciekłym azotem, jednak statek wybucha. Na chwilę przed śmiercią ukazuje mu się ojciec Jacka, który mówi mu że może już odejść.